# 뉴욕 라이프 빌딩

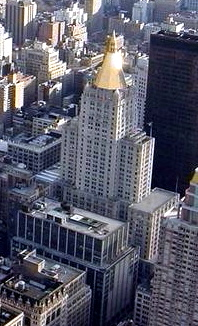
뉴욕 라이프 빌딩

뉴욕 라이프 빌딩(New York Life Building)은 뉴욕 맨해튼 51 매디슨 애버뉴, 매디슨 스퀘어 공원과 도로를 사이에 두고 건너편에 있는 뉴욕 생명 보험의 본사 건물이다.

## 역사

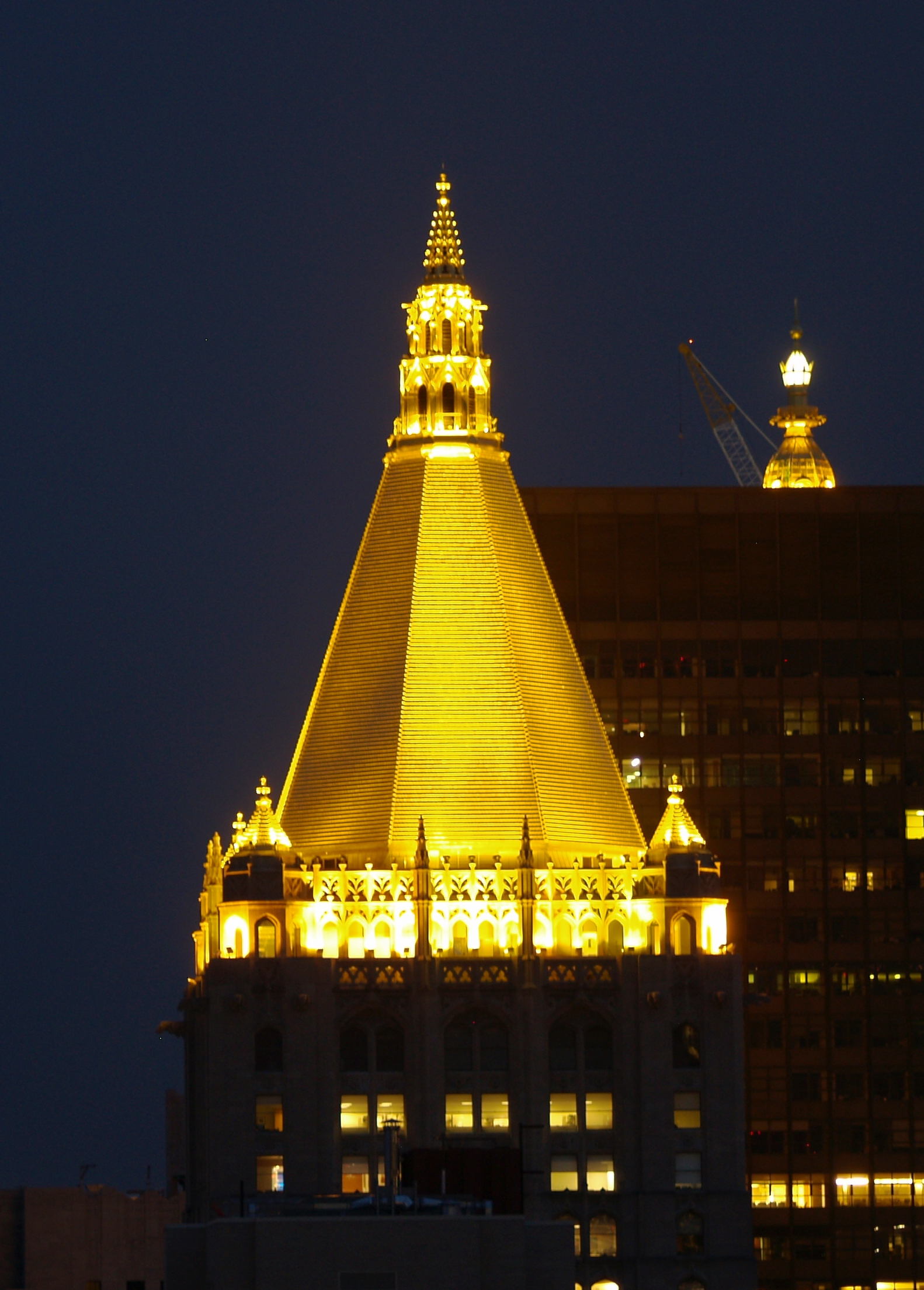
북쪽에서 본 타워 정상

뉴욕 라이프 빌딩은 1926년에 카스 길버트가 설계했다. 길버트는 뉴욕의 랜드마크인 울워스 빌딩을 설계하였다. 이 건물은 솔즈베리 대성당에서 영감을 얻고, 설계했다. 빌딩의 높이는 187m로 40층이다. 이것은 맨해튼에서 길버트의 마지막 고층 빌딩 작품이다. 1837년에서 1889년, 이 장소는 뉴욕 할렘 철도와 뉴욕 뉴헤이븐 철도의 합동 역, 콘서트 정원 및 P. T. 바넘의 경마장이 있었다. 1925년까지 이 곳에는 처음 두개의 매디슨 스퀘어 가든이 소재하고 있었다. 이 건물은 2년간의 건설 기간을 거쳐 1928년에 준공, 총 공사비는 21밀리언달러였다. 이 빌딩은 2000년에 뉴욕 역사 건축물 보존위원회에 의해 공식적으로 뉴욕 역사 건축물로 지정되어 있으며, 1972년에 미국 국립 역사 건축물로 미국 국가 역사 등록 상품에 나열되어 있다. 뉴욕 생명 보험 회사는 현재도 이 건물에 본사를 두고있다. 2004년부터는 커시먼 앤 웨이크필드를 통해 추가 사무실 공간을 임대하고 있다.

## 같이 보기
- 뉴욕의 마천루 목록